# Nicolas Bronikowski
Pour les articles homonymes, voir Bronikowski.
Nicolas Bronikowski, né le 6 janvier 1767 à Poznań en Pologne et mort le 23 janvier 1817 à Varsovie, est un général polonais de l’Empire.

## Biographie
Nommé colonel en Pologne en 1794, il entre au service de la France en 1796. Chevalier de la Légion d’honneur le 13 août 1809, il devient général de brigade le 18 février 1810 et se distingue au siège de Tortose (Espagne) en juin et décembre 1810 et en novembre-décembre 1811 à l’investissement de Valence. Il est fait officier de la Légion d’honneur le 25 mars 1812. 
La même année, il rejoint la Grande Armée pour la campagne de Russie et il commande la 2e brigade de la légion de la Vistule en août 1812. Il est blessé et fait prisonnier en octobre 1813 lors de la retraite française. Il est élevé au grade de général de division le 24 juillet 1814.

## Sources
- (en) « Generals Who Served in the French Army during the Period 1789 - 1814: Eberle to Exelmans »
- Thierry Pouliquen, « Les généraux français et étrangers ayant servis [sic] dans la Grande Armée » (consulté le 12 juin 2013)
- Charles-Nicolas Beauvais, Victoires, conquêtes, désastres, revers et guerres civiles des Français de 1792 à 1815, Tables du temple de la gloire : A-G. Appendices et errata, Panckoucke, janvier 1821, 392 p. (lire en ligne), p. 256.
- (pl) « Napoléon.org.pl »